# Обер-камергер
Обер-камергер (от нем. Oberkammerherr) — высший из камергеров при дворах ряда европейских монархий. Примеры — великий камергер Франции и лорд великий камергер в Великобритании.
При русском дворе введён в 1722 году как придворный чин 4-го класса в Табели о рангах взамен древнего чина постельничего, с 1728 года — чин 2-го класса. Обер-камергер руководил придворными кавалерами и представлял членам императорской фамилии тех, кто получил право на аудиенцию. Обер-камергер относился к первым (высшим) чинам Императорского двора.
В XVIII веке это был фактически самый высокий чин двора. Обер-камергерами были князь А. А. Меншиков в 1727—1728, князь И. А. Долгоруков в 1728—1730, герцог Бирон в 1730—1740, граф П. Б. Шереметев с 1761 г. Последним обер-камергером был с 1916 г. Б. В. Штюрмер.
Обер-камергер играл существенную роль в ряде придворных церемоний, таких как высочайшие аудиенции и приёмы, во время которых он представлял императору (императрице) лиц, удостоенных этой чести. Согласно указу от 15 августа 1762 года, при церемониальных обедах
когда Ея Императорское Величество кушать изволит на троне, тогда обер-камергер поставит кресла, и до тех пор за Ея Императорским Величеством стоит, пока изволит пить спросить, потом обер-камергер и прочие кавалеры поклонясь отходят, а кавалерам дежурным прикажет служить, а сам с прочими кавалерами садится за стол, где для его и для кавалеров и места оставаться должны.
Знак должности — обер-камергерский ключ — отличался от камергерского ключа тем, что на нём фигура орла и короны над его головами украшались бриллиантами. Носился обер-камергерский ключ на золотом шнуре с кистями у правого карманного клапана (в отличие от камергеров, носивших свой ключ на левом бедре).
Форма титулования — «Ваше Высокопревосходительство».

## Известные обер-камергеры
- См. Категория:Обер-камергеры (Российская империя)